# Ruta L del metro de Nova York
La Ruta L Canarsie Local és un servei de ferrocarril metropolità subterrani del Metro de Nova York, als Estats Units d'Amèrica. Aquest servei opera entre les estacions de 14th Street-Eighth Avenue (a Chelsea, Manhattan) i Canarsie-Rockaway Parkway (a Brooklyn). Tots els trens són locals, ja que la línia Canarsie no té vies exprés.
A diferència d'altres metros, cada servei no correspon a una única línia, sinó que un servei pot circular per diverses línies de ferrocarril. El servei L a diferència de la resta de rutes del sistema neoyorquí només circula per una línia:
| Ruta L del Metro de Nova York | Línia         | <<                        | >>                        | Vies  | Temps  |
| ----------------------------- | ------------- | ------------------------- | ------------------------- | ----- | ------ |
| Ruta L del Metro de Nova York | Canarsie Line | 14th Street-Eighth Avenue | Canarsie-Rockaway Parkway | local | sempre |